# 佐治和也
佐治 和也（さじ かずや、1976年7月19日 - ）は、日本の声優、俳優。大阪府出身。81プロデュース所属。

## 略歴
代々木アニメーション学院大阪校卒業。以前はスターダス・21に所属していた。

## 人物
特技は水泳、趣味はスポーツ観戦、サイクリング、水泳。資格は、実用英語技能検定2級、TOEIC602点である。

## 出演

### テレビアニメ
2015年
- アクエリオンロゴス（中年A）

2016年
- ルパン三世 イタリアン・ゲーム（店員）
- 境界のRINNE（店員）
- ポケットモンスター サン&ムーン（ドライバー）

2017年
- エロマンガ先生（おじさん）
- リトルウィッチアカデミア（ゴブリン、カーター）
- アイドルタイムプリパラ（客）
- 賭ケグルイ（老人D、男子生徒）
- THE REFLECTION（オペレーター）
- 将国のアルタイル（難民C、トルキエ兵、議員）

2018年
- 刻刻（井本、信者）
- かみさまみならい ヒミツのここたま（老人）
- ウマ娘 プリティーダービー（散歩の男性）
- ヲタクに恋は難しい（参加者）
- ゾイドワイルド（2018年 - 2019年、村人、Zボーイズ、ウララー、ラプトール、町人 他）
- メジャーセカンド（二塁審）
- 中間管理録トネガワ（プレゼン男）
- アンゴルモア 元寇合戦記（チョークル）
- 青春ブタ野郎はバニーガール先輩の夢を見ない（店主、物理教師、運転手）
- キラッとプリ☆チャン（2018年 - 2019年、給仕長、あやしい人）
- キラキラハッピー★ ひらけ!ここたま（2018年 - 2019年、操舵手、店長）

2019年
- ポチっと発明 ピカちんキット（店主）
- BORUTO-ボルト- NARUTO NEXT GENERATIONS（2019年 - 、獣医、国境の温泉町の人々、村人、荒井モクメ、コクシ 他）
- 胡蝶綺 〜若き信長〜（村人たち、小姓、茶屋の主人、家臣、兵 他）
- ゾイドワイルド ZERO（2019年 - 2020年、兵士、ジャンク屋）

2020年
- SHOW BY ROCK!! ましゅまいれっしゅ!!（村民）
- 空挺ドラゴンズ（空中海賊、大型船捕龍士）
- うちタマ?! 〜うちのタマ知りませんか?〜（職員A、鮮魚店主人、野生のたぬき）
- ソードアート・オンライン アリシゼーション War of Underworld（プレイヤー）
- 池袋ウエストゲートパーク（チンピラC、東龍の組員A）
- 憂国のモリアーティ（番人）

2021年
- バック・アロウ（レッカ兵、リュート兵B、軍団長、御者、レッカ側近）
- ぼくたちのリメイク
- さんかく窓の外側は夜（TV司会）
- サクガン（店員）
- マジカパーティ（2021年 - 2022年、タコスベリ、ミラポン）

2022年
- 天才王子の赤字国家再生術（ヘルムート、諸侯）
- SPY×FAMILY（運転手、聴衆、WISE機関員、通行人）
- ドラえもん（テレビ朝日版第2期）（2022年 - 2024年、おじさん、リングアナ）
- うちの師匠はしっぽがない（男性客、おじさん1、魚屋、客1、男A 他）
- デュエル・マスターズ WIN（工場長）
- ニンジャラ（2022年 - 2025年、シャドーニンジャ、漫談）

2023年
- 人間不信の冒険者たちが世界を救うようです（銀虎隊）
- 転生王女と天才令嬢の魔法革命（幹部B）
- 天国大魔境（盗賊）
- 地獄楽（家老）
- 王様ランキング 勇気の宝箱（兵士、男性）
- るろうに剣心 -明治剣客浪漫譚- (2023)（警官隊隊員）
- Lv1魔王とワンルーム勇者（若者C）
- 聖女の魔力は万能です（商人D、鉱夫）

2024年
- HIGHSPEED Étoile（おもちゃ屋店長、クルー）
- 魔法科高校の劣等生（伝統派B）
- 先輩はおとこのこ（教師、先生、2-F教師）
- 僕の妻は感情がない（中山しげぞう）
- ハイガクラ（門番、島民、子供、兵士）
- 甘神さんちの縁結び（組合員）
- チ。-地球の運動について-（2024年 - 2025年、審問官、騎士団、警備兵、御者）

2025年
- 青の祓魔師 終夜篇（祓魔師）
- ギルドの受付嬢ですが、残業は嫌なのでボスをソロ討伐しようと思います（リカルド）
- トリリオンゲーム（男性スタッフ）
- 最強の王様、二度目の人生は何をする?（マーローン）
- 未ル わたしのみらい（不良）
- 気絶勇者と暗殺姫（冒険者）
- 強くてニューサーガ（案内係）
- 異世界黙示録マイノグーラ〜破滅の文明で始める世界征服〜（バルゴ）
- 鬼人幻燈抄（貸本屋）
- カラオケ行こ!（警察官3）
- 自動販売機に生まれ変わった俺は迷宮を彷徨う 2nd season（漫才師B）
- 地獄先生ぬ〜べ〜 (2025)（電器屋の店主）

### 劇場アニメ
- 君の膵臓をたべたい（2018年、子供の父）

### OVA
- エロマンガ先生（2019年、おじさん）

### Webアニメ
2010年代
- モンキーピーク（2018年、氷室）
- 中卒労働者から始める高校生活（2018年、松井善治）
- ベイブレードバースト ガチ（2019年、スパークデビルズのメンバー）

2020年代
- 日本沈没2020（2020年、住宅街の難民J）
- 爆丸ジオガンライジング（2021年、ブッパ）
- TIGER & BUNNY 2（2022年、作業員）
- Shenmue the Animation（2022年、店主、メンバー、店員、門番〈劉焉〉）
- BASTARD!! -暗黒の破壊神-（2022年、大臣、騎士団員、ジョドー）

### ゲーム
- フランIII（2002年、ビャー）
- 実況パワフルプロ野球2018（2018年、双三遊一[6]）
- デュエル・マスターズ プレイス（2019年 - 2020年、呪いの影シャドウ・ムーン、飛行男、泥男、奇襲兵ブルレイザー、アクア・バウンサー）
- コードギアス 反逆のルルーシュ ロストストーリーズ（2022年、ホットドッグ屋、ユフィの参謀A 他）

### ドラマCD
- 長屋王残照記（大伴旅人）

### ボイスコミック
- 予言のナユタ（2021年、酪農家[7]）

### 吹き替え

#### 映画
- イミテーション・ゲーム/エニグマと天才数学者の秘密（キース・ファーマン）
- ネイビーシールズ ナチスの金塊を奪還せよ!（ミルジェンコ）
- Merry Christmas! 〜ロンドンに奇跡を起こした男〜（墓堀男性1）
- Explorer The Last Tepui（フランクリン・ジョージ）
- The Story of God with Morgan Freeman（ソロモンゲッティナ）

#### ドラマ
- glee/グリー（ネルソン）
- スター・ウォーズ:アコライト（ジェダイ・マスター）
- 私の夫と結婚して（キム・ギョンウク）

#### テレビ番組
- ミッシング・イン・アラスカ（ジャックス・アトウェル）

#### アニメ
- インベーダー・ジム: フローパス計画
- 整形水
- この恋で鼻血を止めて（2025年、監督[初出 8]、総裁[初出 7]、サイウェル星人男[初出 6]）

### ボイスオーバー
- アメリカお宝鑑定団ポーンスターズ
- オート・マニアック
- 我が家に隠された歴史

### テレビドラマ
- 剣龍記
- 男装の麗人〜川島芳子の生涯〜
- クライマーズ・ハイ（NHK）
- ザ・ジャッジEX（フジテレビ） - 青島幸男 役
- 鹿鳴館（テレビ朝日）

### テレビ番組
- 経済ドキュメンタリードラマ ルビコンの決断
- にっぽん!歴史鑑定

### 映画
- 陸に上がった軍艦（2007年） - 別班の兵 役
- 私は貝になりたい（2008年）

### 舞台
- 陰陽師 Namanari Hime

### オーディオブック
- 撃戦魔法士（2020年[8]、鏑木華劉 他[9]）
- 忘却のアイズオルガン（2022年、トト 他[10]）

### 初出話一覧
1. 1 2 3  第4話初出
2. 1 2  第7話初出
3. ↑  第3期 第10話初出
4. 1 2 3  第1話初出
5. 1 2 3 4 5 6  第3話初出
6. 1 2 3 4  第6話初出
7. 1 2  第5話初出
8. 1 2  第2話初出
9. 1 2 3  第16話初出
10. ↑  第11話初出
11. ↑  第13話初出
12. ↑  第20話初出
13. ↑  第24話初出
14. 1 2  第8話初出